# 表面张力
表面張力（英語：Surface Tension）在物理上的狹義的定義是指液體試圖獲得最小表面位能的傾向；广义地說，所有两种不同物态的物质之间界面上的张力被称为表面张力。表面张力的因次是{\displaystyle M\,T^{-2}}，常見單位是{\displaystyle {\frac {N}{m}}}或{\displaystyle {\frac {J}{A}}}，亦即，单位长度的力或单位面积的能。表面張力最常見的例子發生在液體與其他物質的接觸面。以水為例，水的表面張力來自於由凡得瓦力所造成的內聚力。當固體，如水黽，跑到水上時，表面張力會盡可能將水面維持平整的狀態，以達到最小表面位能。如果水黽的重量維持在限度以內，那麼水面將只會有少許凹陷，這就是水黽能夠在水面上活動的原理。

水銀比水具有較大的表面張力，所以在毛細管中會「聚」起來，中央鼓起。

表面張力會隨液體的不同而改變。常見的科普實驗是在一盆水中滴入一些密度低於水的界面活性劑，再把一艘小船放在界面活性劑與水面的交界處。因為界面活性劑的表面張力小於水的表面張力，所以水的表面張力會把小船推向界面活性劑的方向或拉往水的方向。
在材料科學里，表面張力也稱為表面应力和表面自由能。
表面張力係數σ(sigma)單位為N/m，表面張力係數在熱力學的廣義定義為：表面張力係數σ是在溫度T和壓力p不變的情況下吉布斯自由能G對面積A的偏導數：
{\displaystyle \sigma =\left({\frac {\partial G}{\partial A}}\right)_{T,p}}
有幾種變因能顯著改變表面張力係數:
1. 液面性質(種類、純淨度等):一般密度小而易蒸發的液體之表面張力係數會比融化金屬更小，液體中的雜質能顯著的影響液面的表面係數
2. 溫度:同一種液體的表面張力係數隨溫度升高而減少，當純液體與他的蒸氣平衡時(即蒸發與凝結的可逆反應為平衡狀態)時有:

σ =σ0+βt
其中σ0是液體在0°C時液體的表面張力係數，β為隨著液體而異的常數，也因此在使用燒紅的針能更好的戳破肥皂泡膜。
而表面張力大小與表面張力係數σ和分界線的長度L成正比，即
'f = σ'L
吉布斯自由能的單位是能量單位，因此表面張力係數的單位是能量/面積。

## 模型正確的地方
1. 表面張力是由物態內部的吸引力導致的，拿液體為例，液體內部分子之間的吸引力一般比氣體中分子之間或氣體與液體之間的分子之間的吸引力要大。
2. 表面張力的起因實際上是界面所造成的不對稱。

## 誤解
表面張力是一個位於表面內的力，而不是一個施加於表面上的力。表面張力不一定垂直於表面。
一般來說一個物態內部的原子或分子在穩定的狀態下即受到吸引力又受到互相之間的排斥力。兩種力平衡。在這種狀態下原子或分子之間的平均距離大致相同。在模型中為了簡略起見沒有提到排斥力，但假如缺乏排斥力的話，那麼原子或分子就會被吸引力加速而更加緊密。由於表面的原子或分子受到的界面對面的排斥力比較小，因此界面的原子或分子之間的距離比內部的原子或分子之間的距離大，這裡的原子或分子的密度比較小，相對於物態內部而言其原子或分子的能量比較高，而這個能量的增高就是表面張力的原因。
表面張力是一個內力，即使在平衡的狀態下表面張力也存在。比如一個物質的氣態和液態同時平衡存在的情況下，則兩態之間的邊界不變動，也就是說，在界面上垂直於界面的淨力為零。

## 後果
表面張力促使液體縮小其表面面積，來減少未滿足的化學势。由於球面是同樣體積下面積最小的面(體)，因此在沒有外力的情況下（比如在失重狀態下），液體在平衡狀態下總是呈球狀。
在液體滴（比如水滴）中，或在液體內的氣泡里，由於表面張力界面上的壓力比液體內部的壓力高。出於同理在肥皂泡內部的壓力比外部高。描寫這個壓力差的公式是楊-拉普拉斯公式。

## 测量

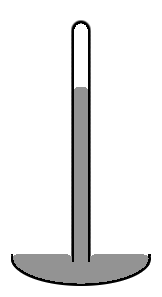
水銀

使用环、片、张力表或毛细现象可以测量表面张力。
人们也可以对悬着的液滴进行光学分析和测量来确定液体的表面张力系数。
下面列举了一些测量方法：
- 毛細管上升法：簡單，將毛細管插入液體中即可測量，雖然精確度可能不高。
- 挂环法：这是测量表面张力的经典方法，它甚至可以在很难浸湿的情况下被使用。用一个初始浸在液体的环从液体中拉出一个液体膜（类似肥皂泡），同时测量提高环的高度时所需要施加的力。
- 威廉米平板法：这是一种万能的测量方法，尤其适用于长时间测量表面张力。测量的量是一块垂直于液面的平板在浸湿过程中所受的力。
- 旋转滴法：用来确定界面张力，尤其适应于张力低的或非常低的范围内。测量的值是一个处于比较密集的物态状态下旋转的液滴的直径。
- 悬滴法：适用于界面张力和表面张力的测量。也可以在非常高的压力和温度下进行测量。测量液滴的几何形状。
- 最大气泡法：非常适用于测量表面张力随时间的变化。测量气泡最高的压力。
- 滴体积法：非常适用于动态地测量界面张力。测量的值是一定体积的液体分成的液滴数量。

## 產業應用
物理型衝擊指示器涉及表面張力和毛細作用。這種震動指示器由水、墨水和吸收材料製成。衝擊超過其表面張力，導致液滴落下並被材料吸收。在大多數應用中，吸收材料為白色，液體為紅色，用戶將看到顏色變化。
衝擊力量大小的設定與粘度有關，較高的粘度需要強烈的衝擊才能使液體落下，而較低的粘度則只需要較小的衝擊力即可，這是產品設定不同撞擊G力的原則。

## 数值
以下数据是液體在20℃时的测量数据：
| 液体       | 表面张力(mN/m) |
| n-戊烷     | 16.0           |
| n-己烷     | 18.4           |
| 聚四氟乙烯 | 22.5           |
| 乙醇       | 22.55          |
| 甲醇       | 22.60          |
| 丙酮       | 23.3           |
| 苯         | 28.9           |
| 聚乙烯     | 36.1           |
| 聚醚酮     | 46.0           |
| 水         | 72.75          |
| 汞         | 476            |

相对而言水的表面张力相当高，只有汞的表面张力要高得多。水的表面张力随温度T变化的经验近似方程为：
{\displaystyle \sigma =0.07275\cdot (1-0.002\cdot (T-291))}

## 與溫度和成分的關係
表面活性劑降低表面張力。這個效應可以描寫為一個相對於表面張力相反的平行壓π。不過π並不是真的壓力，它的單位與表面張力相同。
液面附近的空氣中的液體蒸汽壓已達到飽和，假如有其它蒸汽滲入的話表面張力會改變很大。
一般表面張力隨溫度升高而降低。在臨界點其值下降到0。描寫這個關係的是約特弗斯公式。

## 成因

圖解表面張力

用分子力解释：液体的内聚力是形成表面张力的原因。在液体内部，每个分子都在每个方向都受到邻近分子的吸引力（也包括排斥力），因此，液体内部分子受到的分子力合力为零。然而，在液体与气体的分界面上的液体分子在各个方向受到的引力是不均衡的（见图解），造成表面层中的分子受到指向液体内部的吸引力，并且有一些分子被“拉”到液体内部。因此，液体会有缩小液面面积的趋势，在宏观上的表现即为表面张力现象。
用分子势能解释：液体内部分子周围有大量分子，因此，内部分子的分子势能较低。然而，表面层中的分子周围的分子明显小于液体内部分子的，所以，表面层的分子有较高的分子势能。为了达到低能量的稳定状态，表面层中的分子有向液体内部移动的趋势，从而导致表面层中的分子数量减少，宏观表现为液体表面积减小。

## 效应
一些昆虫如水黾可以利用表面张力在水面上爬行，非常扁的物体如鋁質或鎳質的錢幣、刮鬍刀片或铝膜也可以通过表面张力浮在水面上。
在表面张力高的情况下水不易浸湿物体，还会从物体表面反弹。洗衣粉的作用之一就是降低水的表面张力。
- 生活中表面張力的例子~

1.地球(滴在荷葉上的水or水中的油滴or水銀)呈現圓型的
2.豉豆蟲和水黽可在水面上行走
3.迴紋針(或其他)可以浮在水面上
4.肥皂泡泡吹出後可在空氣中而不破(一段時間)

## 历史
1629年表面張力這個概念第一次出現，托馬斯·楊在1805年、皮埃爾-西蒙·拉普拉斯在1806年、西莫恩·德尼·泊松在1830年及約瑟夫·普拉泰奧從1842年到1868年對表面張力的理論做出巨大貢獻。

## 參閲
- 分离压
- 浸润
- 毛细现象

## 外部連結
- What is surface tension? （页面存档备份，存于）
- "Why is surface tension parallel to the interface?". Physics Stack Exchange. Retrieved 2021-03-19.
- Berry, M V (1971-03-01). "The molecular mechanism of surface tension". Physics Education. 6 (2): 79–84. doi:10.1088/0031-9120/6/2/001. ISSN 0031-9120.
- Marchand, Antonin; Weijs, Joost H.; Snoeijer, Jacco H.; Andreotti, Bruno (2011-09-26). "Why is surface tension a force parallel to the interface?". American Journal of Physics. 79 (10): 999–1008. doi:10.1119/1.3619866. ISSN 0002-9505. arXiv: https://arxiv.org/abs/1211.3854 （页面存档备份，存于）
- On surface tension and interesting real-world cases （页面存档备份，存于）

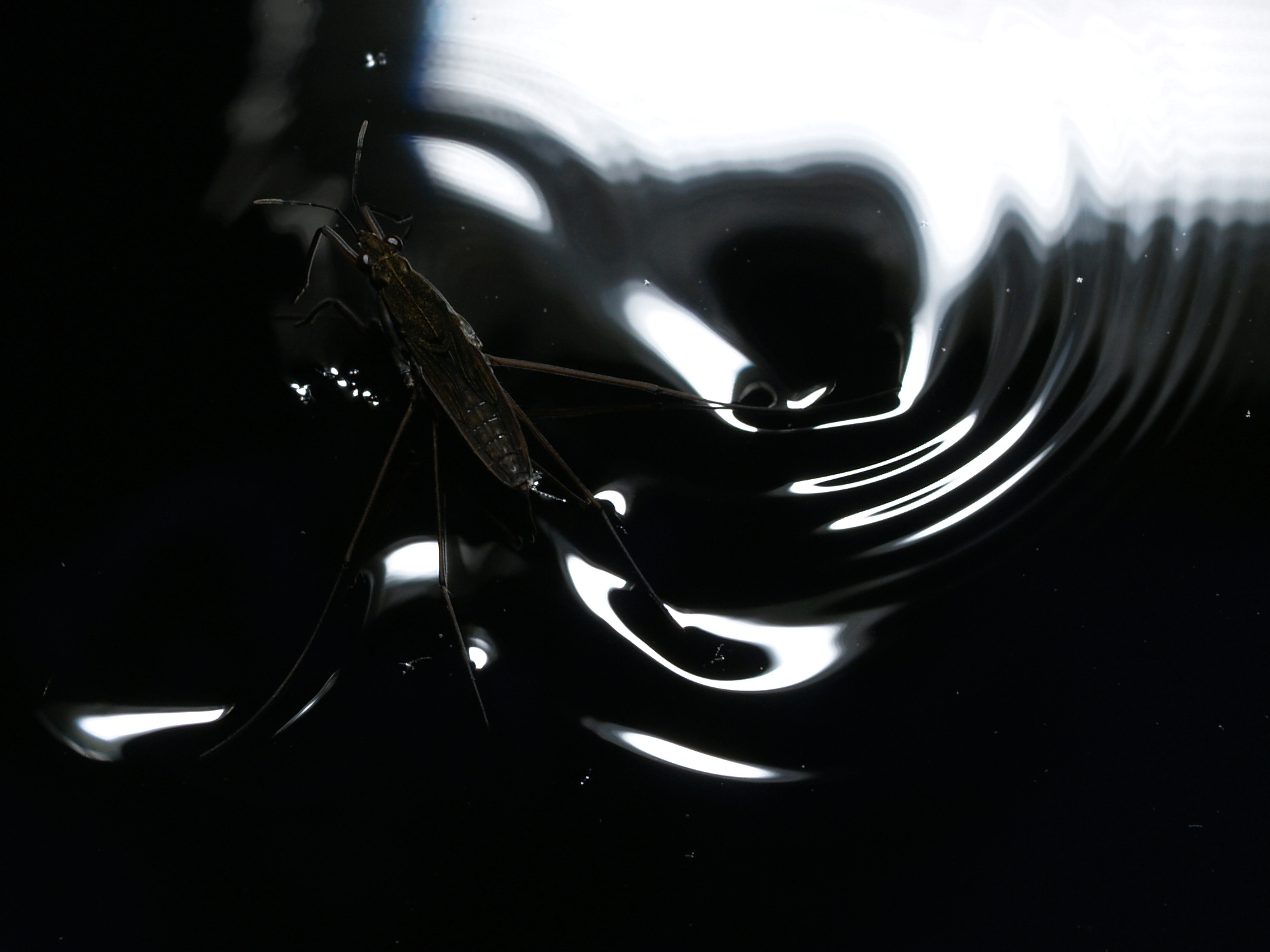
表面張力使得水黾能在水面行走

- Surface Tensions of Various Liquids （页面存档备份，存于）
- Calculation of temperature-dependent surface tensions for some common components （页面存档备份，存于）
- Surface tension calculator for aqueous solutions （页面存档备份，存于） containing the ions H+, NH+
4, Na+, K+, Mg2+, Ca2+, SO2−
4, NO−
3, Cl−, CO2−
3, Br− and OH−.
- T. Proctor Hall (1893) New methods of measuring surface tension in liquids （页面存档备份，存于）, Philosophical Magazine (series 5, 36: 385–415), link from Biodiversity Heritage Library.
- The Bubble Wall[] (Audio slideshow from the National High Magnetic Field Laboratory explaining cohesion, surface tension and hydrogen bonds)
- C. Pfister: Interface Free Energy. Scholarpedia 2010 （页面存档备份，存于） (from first principles of statistical mechanics)
- Fundamentals of surface and interfacial tension （页面存档备份，存于）
- Surface and Interfacial Tension （页面存档备份，存于）
- . The Journal of Chemical Thermodynamics. March 1971, 3 (2): 259–265. doi:10.1016/S0021-9614(71)80111-8.